# Степанов день
Степанов день (Степановы труды, серб. Стевањдан) — день народного календаря славян, приходящийся на 27 декабря (9 января). Название дня происходит от имени святого Стефана Первомученика.
В этот день вытёсывали колья и ставили по углам двора и в курином закуте, «чтобы ведьмы не смогли к избе подойти». 

## Другие названия дня
рус. Стефанов день, Святой Степан, Степаны зимние; бел. Сцяпан, Хведар, Ваджэнне мядзведзя, Маладзёны; укр. Стефанів день, Степана; серб. Стевањдан[страница не указана 3253 дня]; болг. Трети ден на Коледа, Стефановден, Св.Първомчк. Стефан.
В этот день Русской православною церковью почитаются в том числе: Стефан Первомученик, Феодор Начертанный (Константинопольский) и Феодор I Константинопольский, чьи имена присутствуют в названиях дня.

## Традиции

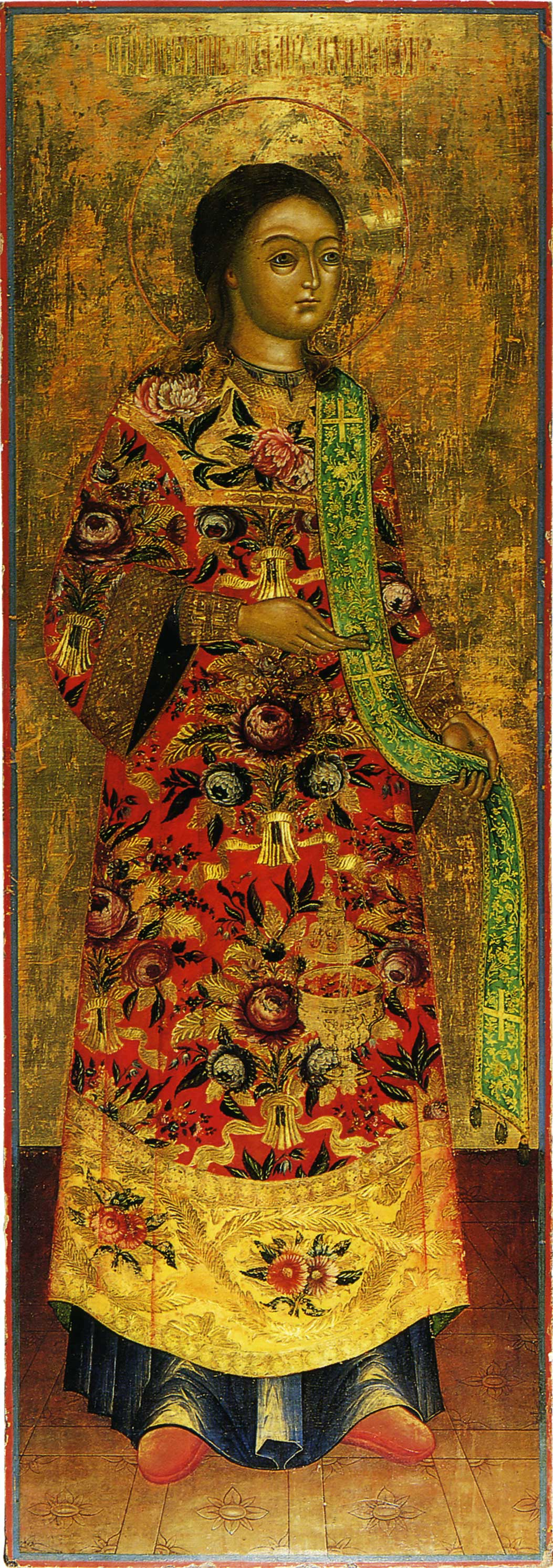
Архидиакон Стефан, уральская икона. XIX в.

Стефан считался покровителем домашнего скота, особенно лошадей.
В этот день нанимали пастухов, что обычно закреплялось общей трапезой: водку проставлял пастух, а закуска была за счёт нанимателя.
Во время Святок — несмотря на запрещения церкви — в России было принято колядовать — рядиться, устраивать игры, ходить по домам, будить спящих, поздравлять с Рождеством-Колядой, шутить, петь песни.
В этот день девушки «хоронили» свою грусть-печаль. Для этого в заранее подготовленном месте устанавливали «чашу пагубную», и девушки, подходя по очереди, сливали в неё воду, точно смывали тоску с сердца.
У русских существовал обычай ставить осиновые колья по углам двора, чтобы защитить скотину и избу от ведьм.
В сербском фольклоре «святой Стеван владеет ветрами».
Апостолу Стефану молятся о даровании душе покаяния.

## Поговорки и приметы
- Пастух рад лету, а сир привету[14].
- В пастухи наймёмся — вся деревня в долгу[14].
- Пришёл Стефан — на нём красный жупан (морозный день)[15].
- На святого Степана каждый себе пан[16].